# Matina (kanton)
Matina is een stad (ciudad) en gemeente (cantón) in de provincie Limón in Costa Rica. Het heeft een oppervlakte van 773 km² en telt 44.000 inwoners.
Matina ligt met de oostzijde aan de Caraïbische Zee. De zuidelijke natuurlijke grens is de Río Boyei in het Cordillera de Talamanca, een berggebied.
De gemeente werd op 24 juni 1969 opgericht en is opgedeeld in drie deelgemeenten (distrito): Matina (de eigenlijke stad), Batán en Carrandi
Guácimo · Limón · Matina · Pococí · Siquirres · Talamanca